# Szeginie (hromada)
Szeginie – hromada miejska w rejonie jaworowskim obwodu lwowskiego Ukrainy. Siedzibą hromady jest miasto Szeginie.
Hromadę utworzono 18 grudnia 2016 roku w ramach reformy decentralizacji. W jej skład weszły dotychczasowe 4 wiejskie rady (Szeginie, Balice, Hussaków, Popowice).

## Miejscowości hromady
W skład hromady wchodzi 30 wsi: 

- Szeginie – centrum hromady
- Balice
- Byków
- Bojowice
- Bolanowice
- Boracice
- Buców
- Chatky
- Chodnowice
- Cyków
- Hańkowice
- Horysławice
- Hussaków
- Jordanówka
- Koniuszki
- Lipki
- Moczerady
- Mościska Drugie
- Myślatycze
- Nowosiółki Małe
- Nowosiółki Wielkie
- Pleszowice
- Popowice
- Radochońce
- Tamanowice
- Trzcieniec
- Tułkowice
- Tyszkowice
- Wolica
- Złotkowice